# Château de Bouloire
Le château de Bouloire est un château sur la commune de Bouloire dans le département de la Sarthe. Il est inscrit au titre des monuments historiques.

## Localisation
Le monument jouxte l'église Saint-Georges.

## Historique
Le château date du XVIe siècle.

## Architecture
L'édifice est inscrit au titre des Monuments historiques depuis le 6 janvier 1926.

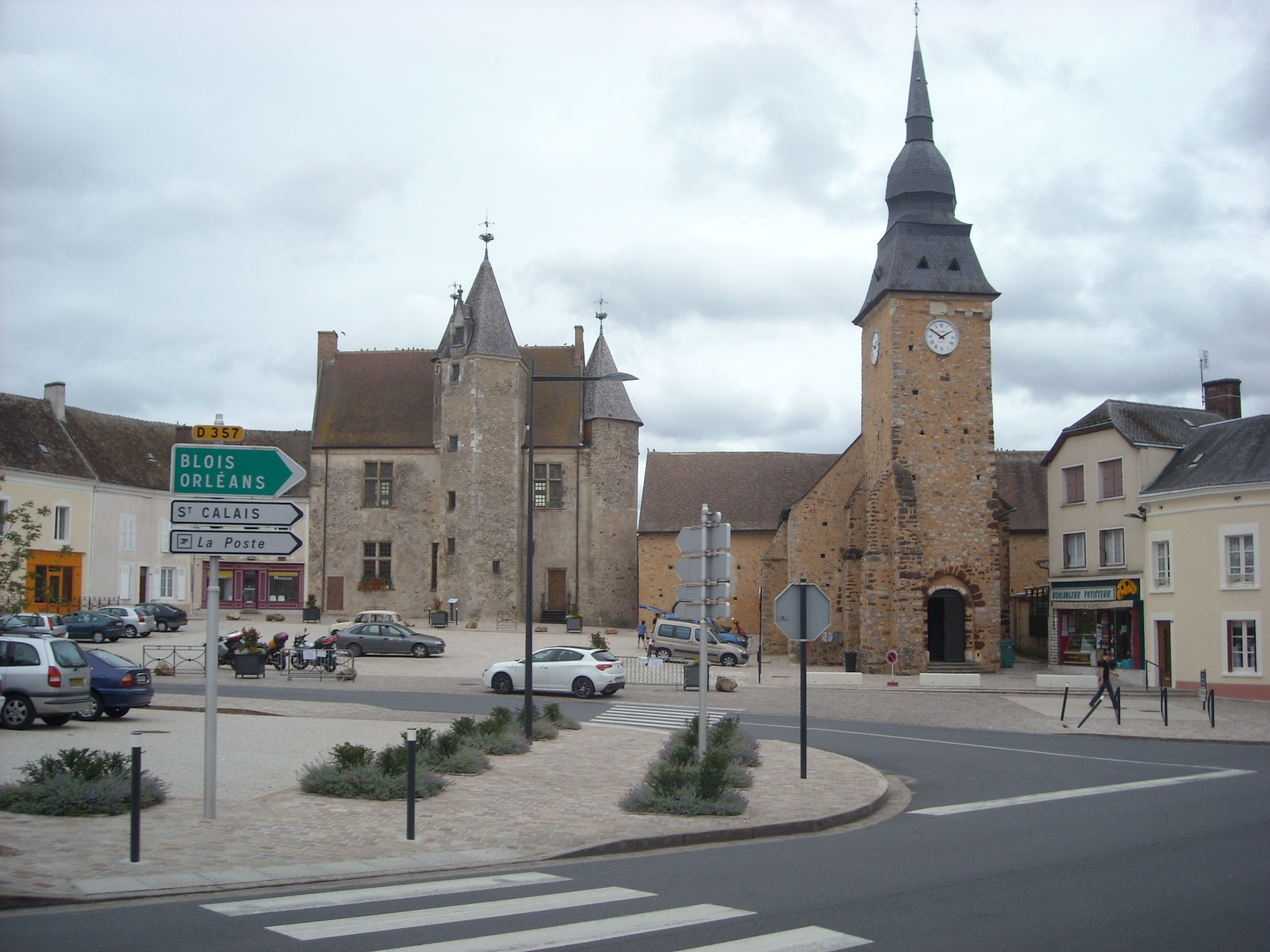
L'église et le château.
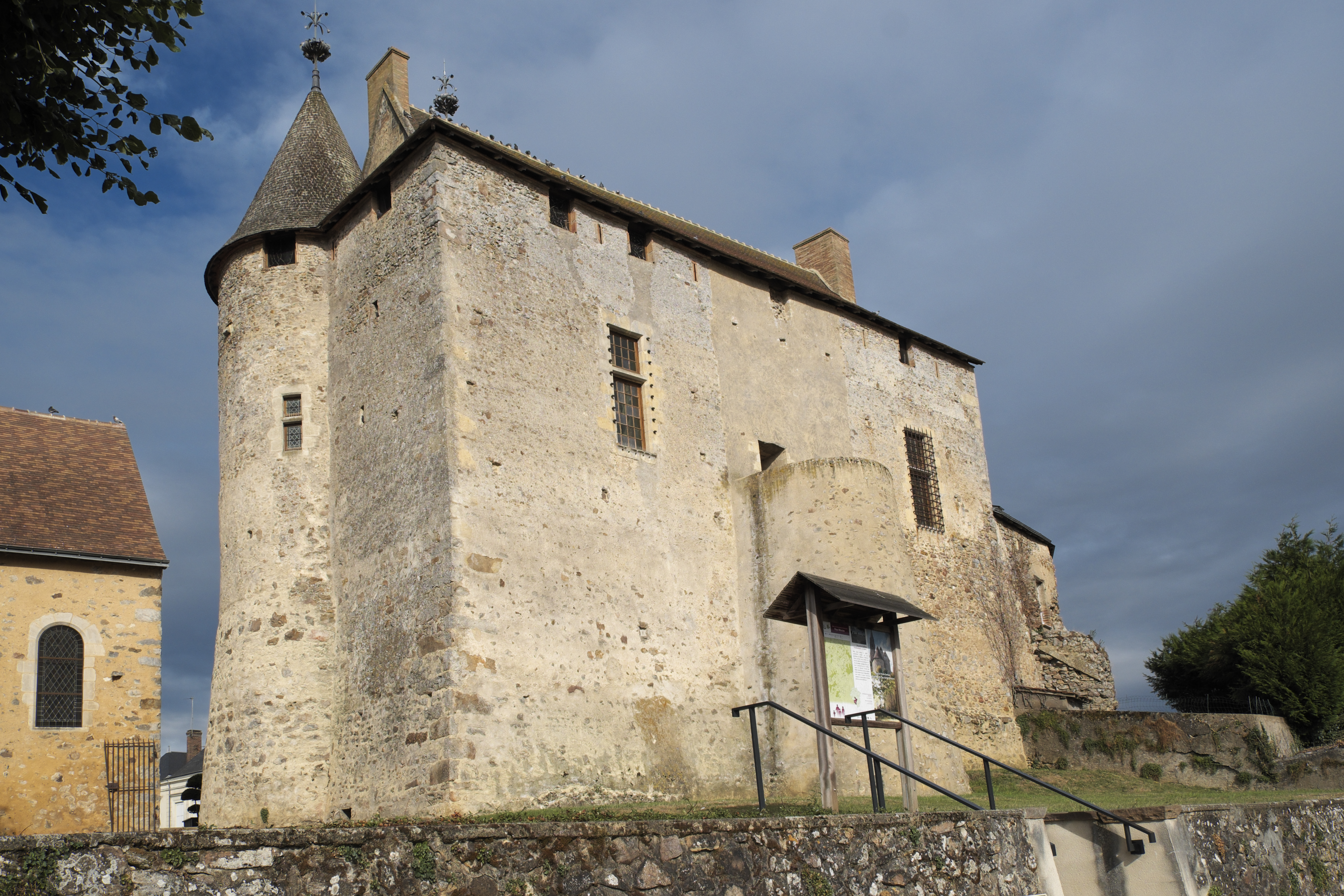
La façade orientale.